# Tonkam

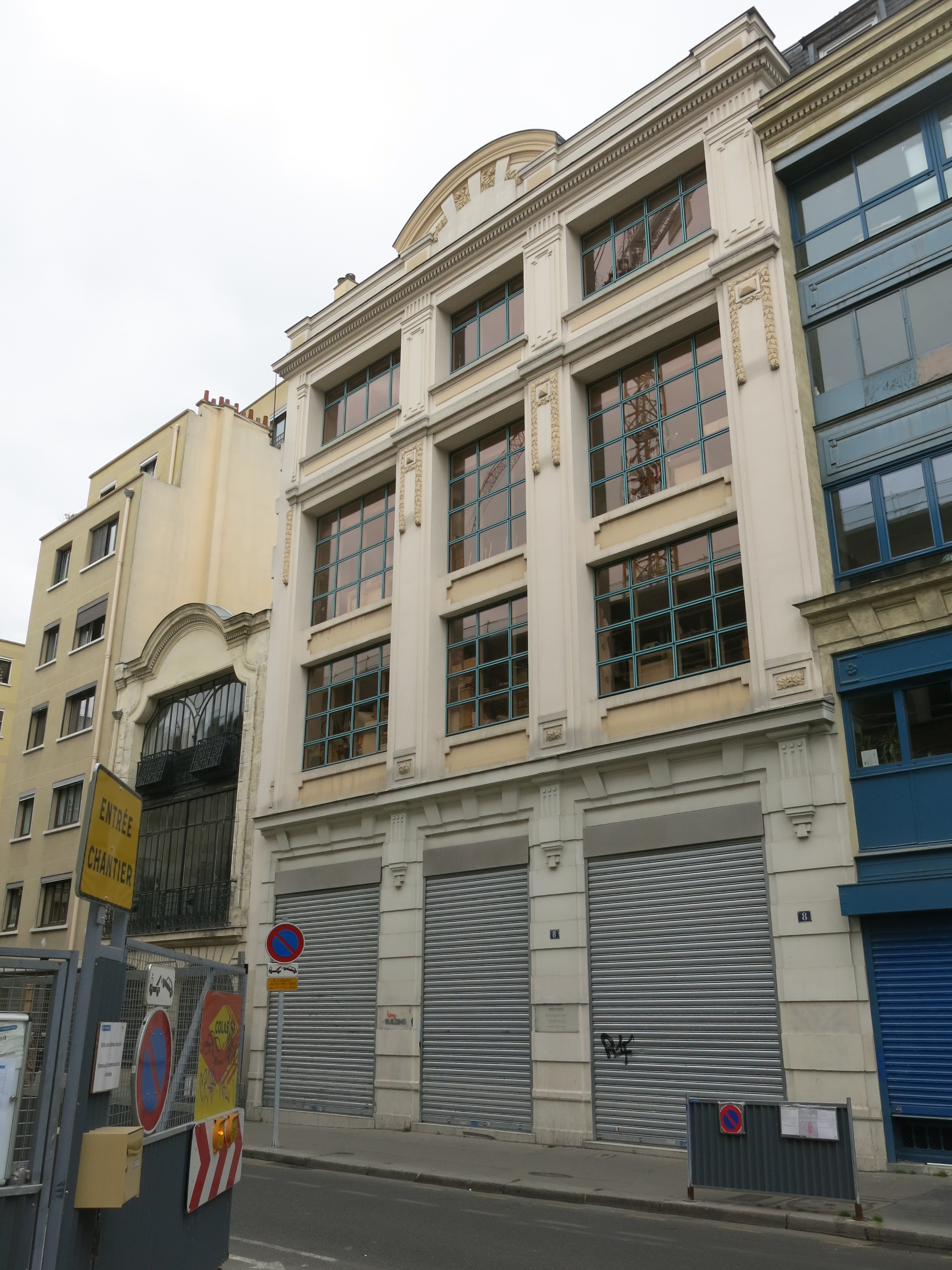
Sede de Tonkam

Tonkam es una editorial francesa de mangas y fue una de las primeras en publicar los mangas en la lengua francesa. Fundada en 1994, por Sylvie Chang y Dóminique Véret con la asistencia financiera de Yu-Chi Chang. En sus comienzos tuvo problemas con la publicación de New Angel debido al contenido hentai, que optaron por retirarlo del mercado. En 1996, Tonkam se introdujo en el mercado manhua gracias al publicador belga Ypnos, pero a causa de su corta experiencia tuvieron que cerrar por el quiebre que tuvieron.
Dominique Véret, después de su función de director de publicidad funda en el año 2000 las compañía editorial Akata, en patrocinio con Delcourt.
A finales del 2005, después de la muerte de Yu-Chi Chang, Mmes Françoise y Sylvie Chang, dueños de la compañía, firmaron un contrato con Delcourt en el cual sería el mayor accionista de la compañía, pero las dos compañías se mantuvieron con diferentes editoriales, a su vez con diferentes logos, estrategias e identidades. Sin embargo, Tonkam podría disfrutar del respaldo de la editorial Delcourt; entonces durante el año 2006, Tonkam fue integrada a distribuir sus publicaciones por medio de Hachette.

## Títulos publicaddos
Los títulos que se han publicado en Tonkam son los siguientes:
- Adolf
- Angel/Dust
- Angel Sanctuary
- Appare Jipangu!
- Asatte Dance
- Ayashi no Ceres
- Black & White
- Black Magic
- Blue Spring
- Bokko
- Boku wo Tsutsumu Tsuki no Hikari
- Buddha
- Butsu Zone
- Cat's Eye - Rights moved to Panini Manga in 2004
- Count Cain
- Crazy Kouzu BC
- Cross Game
- Descendants of Darkness
- DNA²
- Dominion
- Dragon Quest: Dai no Daibouken
- Duck Prince
- Fairy Cube
- Fake
- Family Compo - Rights moved to Panini Manga in 2004
- Fever, la rencontre ultime
- Flame of Recca
- Frères du Japon (Nihon no Kyodai)
- Fushigi Yūgi
- Fushigi Yūgi Genbu Kaiden
- Gakuen Heaven
- Gakuen Tengoku
- Gankyu Kitan Yui
- Gantz
- Godchild
- Guuzen ga Nokosu Mono
- Gyo
- H2
- Hana-Kimi
- Hellsing
- Hellstar Remina
- Hidamari no Ki
- High School! Kimengumi
- Hikaru no Go
- Hiyoko Brand - Okusama wa Joshi Kousei
- Homunculus
- Hyper Rune
- I¨s
- I'll
- Ichigo 100%
- Imadoki
- Jesus
- Jin
- Joan
- Jojo's Bizarre Adventure - Golden Wind
- Jinbē
- Kare Kano
- Kimagure Orange Road
- Kindaichi Case Files
- Kizuna
- Komorebi no Moto de - Rights moved to Panini Manga in 2004
- Koucha Ouji
- Lady Georgie
- Lawful Drug
- Love and Destroy
- Ludwig Revolution
- M
- Magical Tarurūto-kun
- Maison Ikkoku
- Miyuki-chan in Wonderland
- MW
- Phoenix
- Please Save My Earth
- Pretty Face
- Rash!! - Rights moved to Panini Manga in 2004
- RG Veda
- Rookies
- Sakura no Hanasaki Kukoro - Rights moved to Panini Manga in 2004
- Secret Chaser
- Seimaden
- Screw
- Shadow Lady
- Shiba Inu
- Short Program
- Shounentachi no ita Natsu - Rights moved to Panini Manga in 2004
- Shumari
- Special A
- Spirit of the sun
- Tenshi no okurimono - Rights moved to Panini Manga in 2004
- The Executive's Dog
- The Crater
- The One I Love
- The Tragedy of P
- The World Reads Japan's Modern Literature
- Tigre et Dragon
- Tokyo Babylon
- Tomie
- Tough
- Trigun
- Trigun Maximum
- Uzumaki
- Vagabond
- Video Girl Ai
- Wish
- X
- Yamada Taro Monogatari
- Zetman
- Zetsuai 1989